# گپس کراس، استرالیای جنوبی
گپس کراس (به انگلیسی: Gepps Cross) یک حومه شهر در استرالیا است که در استرالیای جنوبی واقع شده‌است. این منطقه مسکونی در کنار جاده شمال آدلاید است. گپس کراس به‌طور سنتی در انتهای حومه داخلی و شروع حومه بیرونی شمالی قرار دارد، درست در محل کشتارگاه گاو و گوسفند که (در حال حاضر بسته‌است) و فضای باز و مراکز نگهداری